# Bill Finger
Milton "Bill" Finger (8/2/1914 - 18/1/1974) là một tác giả và họa sĩ vẽ truyện tranh người Mỹ. Ông là người đã cùng với Bob Kane sáng tạo ra một số nhân vật siêu anh hùng nổi tiếng Người Dơi và Green Lantern. Ông cũng đã cùng Bob và Jerry Robinson tạo thêm một số nhân vật truyện tranh phản diện khác.